# Wagner (Pensilvania)
Wagner es un lugar designado por el censo ubicado en el condado de Mifflin en el estado estadounidense de Pensilvania. En el año 2010 tenía una población de 128 habitantes.

## Geografía
Wagner se encuentra ubicado en las coordenadas 40°40′52″N 77°23′15″O / 40.68111, -77.38750.. Según la Oficina del Censo de los Estados Unidos, Wagner tiene una superficie total de 0,79 mi² (2 km²), de la cual 0,79 mi² (2 km²) corresponden a tierra firme y 0 mi² (0 km²) es agua.